# Морган, Уильям Александр
Уильям Александр Морган (англ. William Alexander Morgan; 19 апреля 1928, Кливленд, США — 11 марта 1961, Гавана, Куба) — кубинский и американский революционер, команданте Кубинской революции. Один из лидеров Второго национального фронта, активный участник свержения режима Батисты. Соратник Элоя Гутьерреса Менойо. После победы революции выступил против коммунистического курса Фиделя Кастро и Че Гевары, поддержал Восстание Эскамбрай. Был объявлен врагом, арестован и расстрелян.

## Юность и мафия
Родился в католической семье американцев немецкого происхождения. Его родители принадлежали к среднему классу, на выборах поддерживали Республиканскую партию. Подростком жил с семьёй в городе Толидо, учился в католической школе. С детства отличался большими способностями, неуёмной энергией и авантюрным характером. В ранней юности сменил несколько профессий — рабочего-штамповщика, сезонника на ранчо, прислужника в цирке, погрузчика угля, моряка торгового флота, магазинного продавца, ресторанного швейцара. Издавна имел проблемы с полицией: принадлежал к подростковой банде, участвовал в драках, угоне автомобиля, привлекался за незаконное ношение оружия. Отец Александр Морган (коренной американец) быстро смирился с его авантюрностью, мать Лоретта Морган (этническая немка) ругала за амбициозность, но при этом публично гордилась сыном.
В 1946 Уильям Морган поступил в армию США и был отправлен в Японию на службу в оккупационных силах. Служил в пехотном полку. В 1948 предстал перед военным судом за нарушение дисциплины — самовольное оставление части. Получил три месяца тюрьмы, откуда бежал, отобрав пистолет у охранника. Снова был арестован и приговорён к увольнению из армии и двум годам тюрьмы. Отбывал наказание в США — в федеральной тюрьме штата Мичиган. В годы заключения изучал японский и немецкий языки, пел в церковном хоре. Освободился Морган досрочно 11 апреля 1950.
Несколько лет после освобождения Уильям Морган вёл жизнь авантюриста. Работал в Майами цирковым глотателем огня, охранником и вышибалой в баре, занимался выбиванием долгов. Впоследствии ФБР установила связи Моргана с мафией, включая Мейера Лански. Ближе всего он сотрудничал с гангстерской группировкой Джека Тернера. Эти структуры имели связи на Кубе, которые появились и у Моргана.
В бизнесе Тернера были поставки оружия кубинским повстанцам. По одной из версий, Тернер был убит агентами диктатора Фульхенсио Батисты. Морган использовал этот слух, обосновывая своё участие в Кубинской революции. Однако впоследствии он признал, что достоверной информации на этот счёт не имел и романтическая история мести за друга была во многом сочинённой.

## Кубинский революционный команданте

### В революционной войне

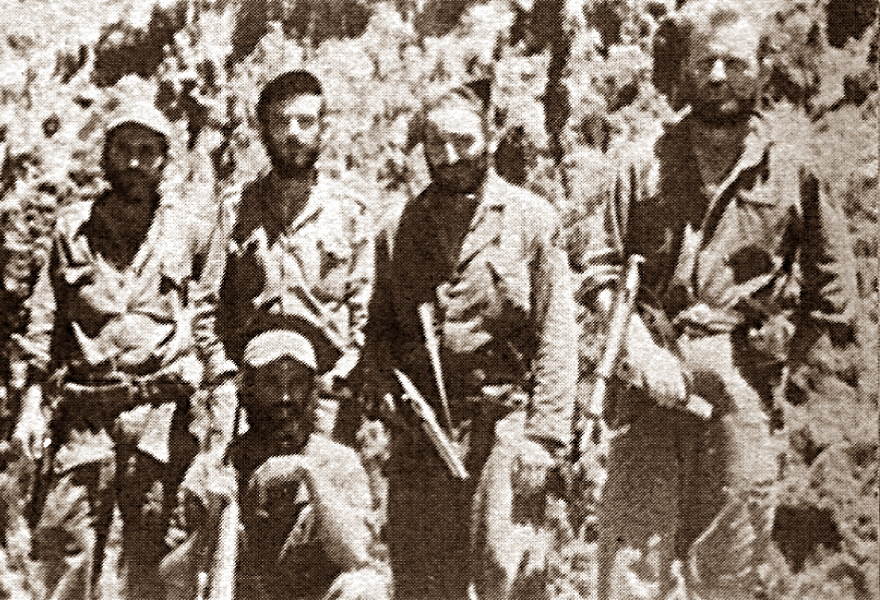
Справа — Уильям Морган (второй слева — Элой Гутьеррес Менойо)

В конце 1957 Уильям Морган прибыл на Кубу и примкнул к партизанскому движению против Батисты. Морган был революционером по менталитету, убеждённым сторонником демократии в американском понимании и противником любой диктатуры. При этом он придерживался антикоммунистических взглядов и кубинское революционное движение он считал общедемократическим.

Я здесь, потому что считаю: самое главное для свободных людей — защищать свободу других. Свободные люди должны взяться за оружие и бороться вместе.

Уильям Александр Морган

Первоначально Морган собирался пробраться в Сьерра-Маэстру и присоединиться к партизанской армии Фиделя Кастро. Однако кубинские единомышленники смогли помочь ему только на пути в горы Эскамбрай, где действовал Второй национальный фронт (SFNE). Вначале кубинские революционеры недоверчиво отнеслись к американцу Моргану. Его подозревали как агента ЦРУ, КГБ или батистовской разведки. Однако через переводчика обстоятельную беседу с Морганом провёл основатель и лидер SFNE Элой Гутьеррес Менойо. Он проникся к нему доверием и оценил способность бывшего американского солдата тренировать необученных партизан. Между Морганом и Гутьерресом Менойо сложилась крепкая дружба, Уильям называл Элоя «мой босс и брат».
Отчаянной храбростью, военными навыками, креативными боевыми методами Уильям Морган быстро завоевал среди повстанцев высокий авторитет (особенно после того, как выучил испанский язык). Он неоднократно одерживал победы в боях с войсками Батисты, особенно отличился при взятии Сьенфуэгоса и Тринидада.

Жители Сьенфуэгоса обернули Моргана в кубинский флаг и кричали «Да здравствует американец!» Через неделю прибыл Кастро, поздравил Моргана, но, как рассказывает журналист Аран Шеттерли, спросил Менойо: «Сколько мы должны заплатить этому гринго-авантюристу, чтобы он ехал домой?» Менойо ответил: «Он не авантюрист, он такой же революционер, как мы». Фидель потёр подбородок и сказал: «Ещё хуже».

Уильям Морган состоял в командовании SFNE — наряду с Элоем Гутьерресом Менойо, Армандо Флейтесом, Хесуом Каррерасом, Максом Лесником, Хенаро Арройо, Ласаро Артолой. Второй национальный фронт был не только военным формированием, но и политическим движением. Идеология революционной демократии соединялась с последовательным антикоммунизмом. SFNE видел будущее Кубы совершенно иначе, нежели Фидель Кастро, Рауль Кастро и Эрнесто Че Гевара.
В декабре 1958 года отряд Моргана объединился с войсками Че Гевары. При этом сразу возникли резкие конфликты Гевары с антикоммунистами Морганом и особенно Каррерасом. Однако совместными усилиями 31 декабря 1958 — 2 января 1959 была взята Санта-Клара. Через двенадцать часов после падения Санта-Клары Батиста бежал с Кубы. В первые январские дни 1959 революционные войска вступали в Гавану.

### После революционной победы
Американец Уильям Александр Морган был одним из трёх иностранцев — наряду с аргентинцем Эрнесто Че Геварой и испанцем Элоем Гутьерресом Менойо, — получивших звание команданте (майор — высшее звание в революционных вооружённых силах 1957—1959). После победы революции он был назначен военным советником Фиделя Кастро и командиром воинской части в Лас-Вильясе. Кастро публично демонстрировал позитивное отношение к Моргану. Comandante Yankee — Команданте Янки был очень популярен в стране, особенно среди крестьянской бедноты.

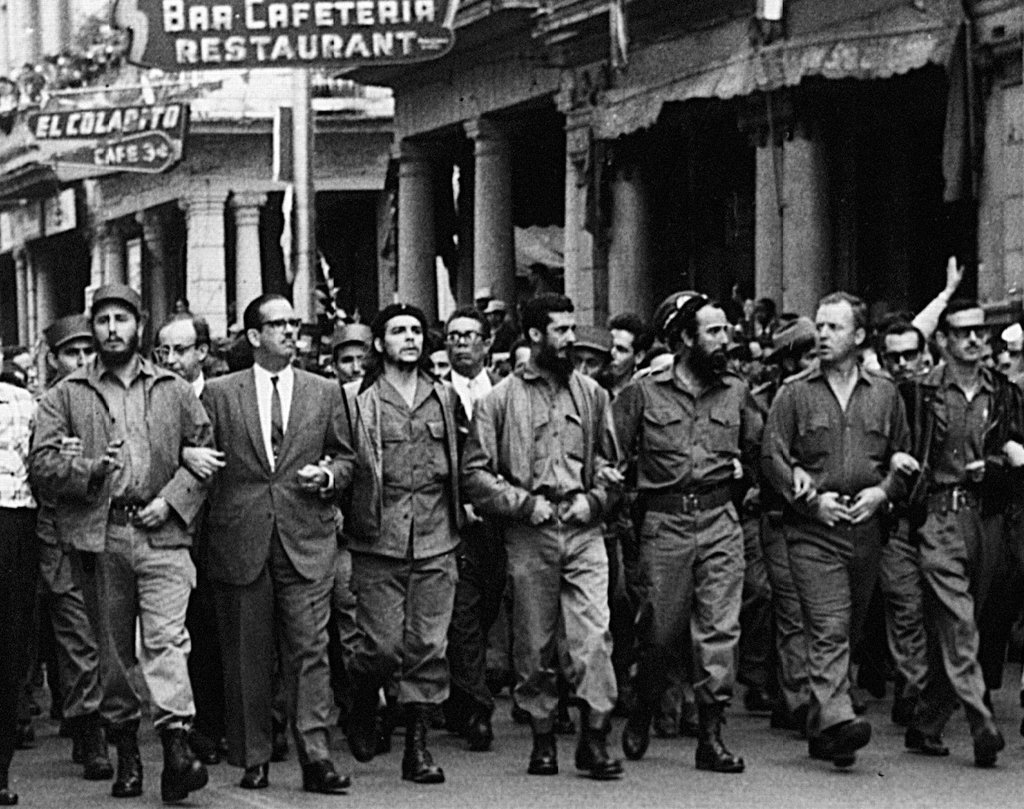
Шествие в память жертв взрыва теплохода «Ля Кувр». В первом ряду слева направо: Фидель Кастро, Освальдо Дортикос, Че Гевара, Аугусто Мартинес Санчес, Антонио Нуньес Хименес, Уильям Морган, Элой Гутьеррес Менойо

Морган не американец, а настоящий кубинец.

Фидель Кастро

Информация об «отважном предприимчивом американце» на Кубе широко распространилась по обеим странам. ФБР по личному указанию Эдгара Гувера провело детальное установление личности и расследование деятельности Уильяма Моргана. Свои досье составили ЦРУ и РУМО. На связь с Морганом выходили эмиссары ЦРУ и представители мафии — первые для получения аналитической информации о положении на Кубе, вторые — для лоббирования коммерческих интересов в новом кубинском правительстве (например, продажу Кубе грузовиков).
Несколько раз в 1959 году Морган посещал США, бывал у друзей в Майами и у родителей в Толидо. При этом он находился под пристальным наблюдением ФБР, где ему дали кодовое имя Генри с аллюзией к знаменитому пирату-однофамильцу. Со своей стороны, Фидель Кастро использовал фигуру американо-кубинского революционера для создания в США позитивного имиджа своего режима. За Морганом закрепилась репутация посредника в американо-кубинских отношениях — не только межгосударственных, но и гражданских.
Хотя значительное большинство населения Кубы первоначально поддержало свержение Батисты, сопротивление новому режиму началось практически сразу после его установления. Одна из таких групп, поддерживаемая Рафаэлем Трухильо, базировалась в Доминиканской Республике. Её представители вступили в контакт с Морганом и Гутьерресом Менойо. Зная об их антикоммунистических взглядах, противники Кастро рассчитывали на помощь двух команданте. Высадка эмигрантов состоялась 12 августа 1959 в Тринидаде. Они были немедленно взяты в плен при активном участии Моргана, массированное вторжение сорвано. Роль Моргана в полной мере неясна, но существуют предположения, что он намеренно вошёл в доверие к заговорщикам, после чего проинформировал Фиделя Кастро. После этого Трухильо назначил за голову Моргана награду в 500 тысяч долларов.
В сентябре 1959 года Уильям Александр Морган был лишён американского гражданства как лицо, находящееся на военной службе иностранного государства. Для искреннего американского патриота это было сильным ударом. 24 сентября Морган заявил о принятии гражданства Кубы.

## Конфликт с режимом Кастро
Уильям Морган был уверен в демократических и антикоммунистических убеждениях Фиделя Кастро (сам Кастро первое время поддерживал это заблуждение). Морган считал, что диктатуру Батисты сменит на Кубе парламентская демократия, коммунизм называл системой тирании невежества и бедности. Однако ориентация Кастро и его окружения на «реальный социализм» открылась в первый же год. Структуры власти обретали явственные черты диктатуры, характерной для коммунистического государства. Такая политика категорически отвергалась ветеранами Второго национального фронта. Особенно жёсткое противостояние возникало у Моргана с главным проводником коммунистической линии — Че Геварой. Морган и Гевара, два иностранных команданте, были противоположны и по идеологии, и по типу личности.
Важнейшим мероприятием правительства Кастро являлась аграрная реформа. Общий план подготовил Че Гевара. Эта политика включала не только раздел крупных плантаций и наделение землёй беднейшего крестьянства, но и конфискации небольших ферм, коллективизацию и огосударствление земельной собственности. Было создано правительственное ведомство — Национальный институт аграрной реформы (INRA) с широкими административными и силовыми полномочиями. В провинции Лас-Вильяс, к которой принадлежал регион Эскамбрай, управление INRA возглавлял догматичный коммунист-геварист Феликс Торрес.
Сам Уильям Морган намеревался заняться в Эскамбрае фермерством — разведением лягушек-быков для экспорта в США. При этом он организовал для местных жителей систему гарантированных заработков и социальной поддержки. Активность Моргана в Эскамбрае привела к столкновению с Торресом, сторонником национализации земли. Наблюдая положение, Морган предупреждал Кастро: действия Торреса приведут к вооружённому сопротивлению крестьян-гуахиро. Многие эскамбрайские крестьяне были сторонниками Второго национального фронта, протестовали против коммунистической политики, особенно аграрной, и рассчитывали на Моргана как на своего лидера. Как и предполагал Морган, с 1960 в горах разгорелось антикастровское и антикоммунистическое восстание Эскамбрай.
Элой Гутьеррес Менойо начал подготовку к повстанческой борьбе уже летом 1959 года. Уильям Морган поначалу не был готов к таким действиям. Он надеялся на взаимопонимание с Фиделем Кастро и договорённости за счёт своих американских связей. Морган даже ожидал, что Фидель призовёт его с Элоем для силового отпора коммунистам. Однако быстрое усиление Рауля Кастро и Че Гевары, политические репрессии, арест Убера Матоса, нападение «неизвестных» на его собственный дом не оставляли сомнений в сути происходящего. Морган установил связь с эскамбрайскими повстанцами и стал организовывать для них поставки оружия из США.

## Арест и казнь
19 октября 1960 Уильям Морган и Хесус Каррерас были арестованы органами госбезопасности. Моргана поместили в одиночную камеру тюрьмы Ла-Кабанья. Вскоре была опубликована статья Че Гевары с резкими нападками на лидеров Второго национального фронта, отражавшая принятое политическое решение. 9 марта 1961 года недавнего национального героя Кубы объявили на суде «контрреволюционером» и «агентом ЦРУ» (предположения о работе Моргана на американские спецслужбы устойчиво держались долгое время, но никогда не были доказательно подтверждены). Сам Морган отвергал все обвинения и пел американские военные песни.
В последней просьбе о свидании с матерью Моргану было отказано. Он написал ей письмо, где выразил готовность умереть за свои убеждения и пренебрежительную жалость к обвинителям. Уильям поблагодарил Лоретту Морган за воспитание такого человека, как он. 11 марта 1961 года Уильям Александр Морган был расстрелян вместе с Хесусом Каррерасом. Он отказался встать на колени и сказал, что прощает солдат расстрельной команды. Поведение Моргана перед казнью кубинские официальные лица признали «необыкновенно доблестным».

Я верующий католик, и я не боюсь. Теперь я найду то, что есть на той стороне.

Уильям Александр Морган

В момент расстрела боевого товарища Фидель Кастро находился на церемониальной встрече с делегацией КНР (по другой информации, он наблюдал за казнью). Менее чем через два месяца после казни Моргана, 1 мая 1961 года, Кастро официально декларировал коммунистический характер режима.

## Семья и личность
До тридцатилетнего возраста Уильям Морган был женат несколько раз и имел внебрачные связи. Первый его брак с Дарлин Эдгертон был заключён почти случайно перед отправкой в Японию и распался через полтора года. В Японии Морган сошёлся с содержательницей ночного клуба Сэцуко Такэда, от связи родился сын (это и стало причиной «самоволки», за которую он был осуждён). В 1954, будучи цирковым глотателем огня, женился на заклинательнице змей из того же цирка Элен Мэй Бетел. В браке имел сына и дочь.

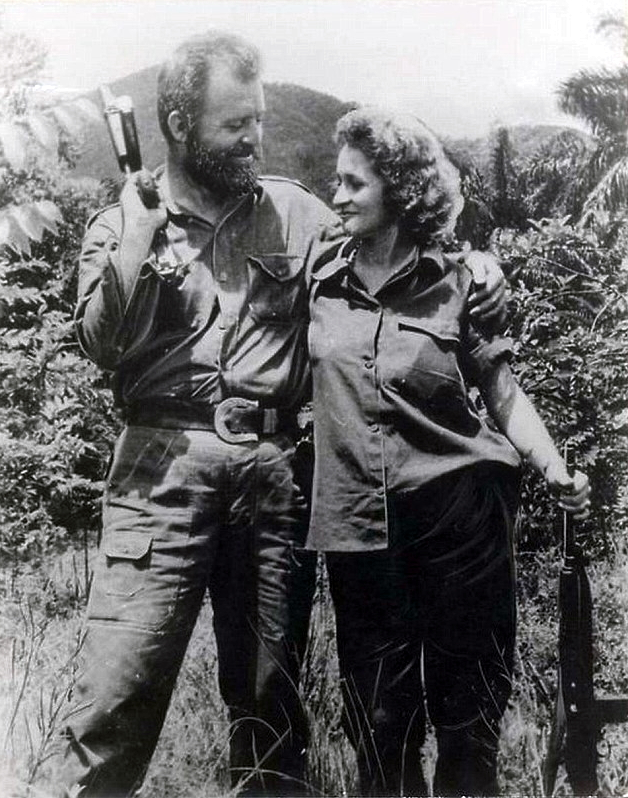
Уильям Морган с Ольгой Родригес

На Кубе Морган женился на революционерке Ольге Марии Родригес Фаринас — соратнице-партизанке. Свадьба состоялась перед боем, Уильям был при оружии, вместо обручального кольца Ольга использовала свёрнутый лист. В браке супруги имели двух дочерей. После казни мужа она была осуждена на 30 лет заключения. Почти 11 лет находилась в кубинской тюрьме, потом жила в гаванском католическом монастыре. В 1980 эмигрировала в США.
Александр Морган-старший умер вскоре после казни сына. Лоретта Морган активно пыталась спасти Уильяма с помощью американских властей (ничего серьёзного, однако, власти не предприняли), потом почти тридцать лет популяризировала его память, скончалась в 1988. Дети Моргана от разных браков живут в США.
Внешность Уильяма Моргана соответствовала стандартам революционной романтики: высокий рост, мощная фигура «человека, выжившего в дикой природе», взлохмаченные волосы и борода (временами сбриваемая). Он обладал большой физической силой, мастерски владел оружием. По характеру был склонен к буйному веселью, вспыльчивости и отходчивости. Психологически Морган оценивался как «Холден Колфилд с автоматом» — олицетворение нонконформизма и бунтарства при обострённом чувстве достоинства и справедливости (от персонажа Над пропастью во ржи Морган отличался решительной готовностью к насилию).

Морган всегда был бунтарём, а на Кубе он нашёл, за что бороться.

## Память
В 2002 Ольга Родригес Морган подняла вопрос о перезахоронении Уильяма Александра Моргана на его родине. Этот вопрос обсуждался американскими конгрессменами в ходе специальной поездки в Гавану. В апреле 2007 года Государственный департамент США заявил о восстановлении американского гражданства Уильяма Александра Моргана.
Образ Уильяма Моргана стал популярен в американской культуре XXI века. О нём написаны очерки, издана книга лауретата Пулитцеровской премии Майкла Саллаха и Митча Вайса The Yankee Comandante: The Untold Story of Courage, Passion and One American’s Fight to Liberate Cuba — Команданте Янки: нерассказанная история мужества, страсти и борьбы одного американца за освобождение Кубы. Осенью 2012 Джордж Клуни сообщил о проекте The Yankee Comandante — картине об Уильяме Александре Моргане. В апреле 2020 о намерении участвовать в аналогичном проекте Джеффа Николса заявил Адам Драйвер.